# Черникины
Черни́кины — крупный южнорусский род в нынешних Липецкой, Орловской, Белгородской и Луганской областях.

## История
Происходят из казаков, ставших елецкими посадскими. Из всего рода особенно выделяются купеческие семьи города Ельца. Во второй половине XIX века, не только в Москве, но и за границей было известно имя елецкого купца И. В. Черникина — занимавшегося хлебной торговлей, мукомольным делом. Кроме этого у него было две ткацкие фабрики, занимавшиеся производством мешков, брезента. Его продукцию отправляли даже в Персию. Он был одним из инициаторов и авторов прошения ельчан министру путей сообщения о постройке железной дороги через Елец.

## Топонимика
- Дом Черникина

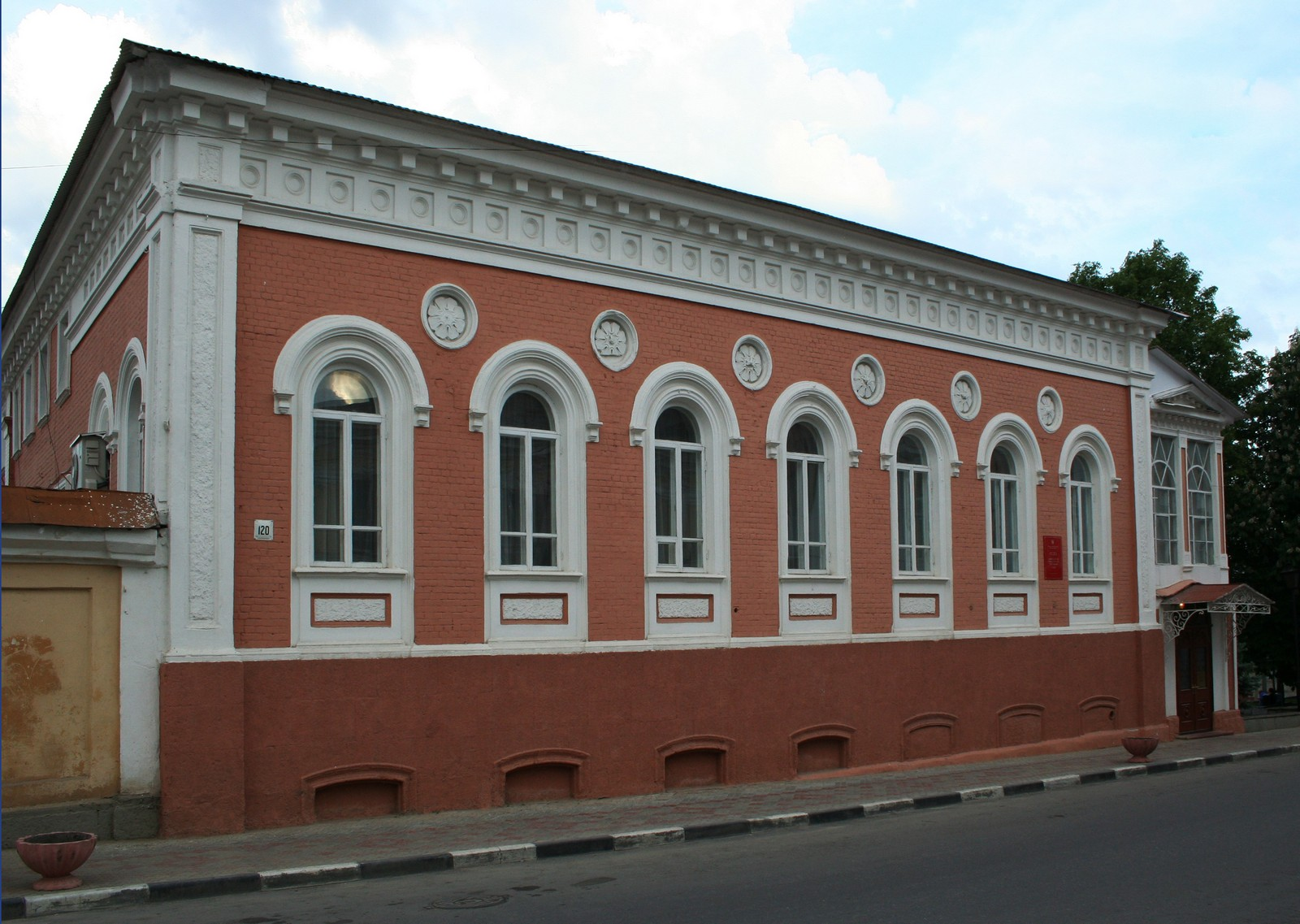
Дом купца Черникина в Ельце

- В окрестностях Ельца сохранились Черникин пруд и Черникин лес.